# Institut Solidarische Moderne
Das Institut Solidarische Moderne e. V. (ISM) ist eine politische Denkfabrik in der Rechtsform eines eingetragenen Vereins. Ihr Ziel ist es, eine partei- und organisationsübergreifende Debatte unterschiedlicher linker Strömungen zu führen.

## Gründung
Das Institut wurde am 31. Januar 2010 gegründet.

## Ziele
Der eigene Anspruch des Instituts besteht darin, unabhängig von Parteipolitik agieren zu können. Im Mittelpunkt steht die Debatte über ökonomische, ökologische und soziale Fragen und das Entwerfen von neuen Antworten auf diese. So fordern die Initiatoren im Gründungsaufruf eine politische Alternative zum Neoliberalismus, die den Grundwerten „der freiheitlichen Selbstbestimmung und der grenzüberschreitenden Solidarität“ verpflichtet sein müsse. Ziel sei die Entfaltung einer „Gegenhegemonie“ zu den aus Sicht des Instituts vorherrschenden neoliberalen Grundsätzen. Katja Kipping sprach von einem Gegenstück zur Initiative Neue Soziale Marktwirtschaft. Dabei sollen divergierende Vorstellungen der Linken, konkret die aus der industriellen Moderne erwachsenden Gerechtigkeitsbestrebungen und die eher auf Freiheit und Selbstbestimmung gerichteten Ideale der Postmoderne, vereint und aus ihnen neue Konzepte entwickelt werden. So soll die Neigung zur Spaltung der Linken und damit die Gefahr der Handlungs- und Politikunfähigkeit überwunden werden. Der Begriff „solidarische Moderne“ wird daraus wie folgt definiert:

„Unter dem Begriff der Solidarischen Moderne verstehen wir die so dringend erforderliche Versöhnung zwischen den emanzipatorischen Ansätzen der Industrie- und der Postmoderne und ihre Weiterentwicklung zu einer sozial-ökologischen Antwort auf die Fragen der neuen Zeit.“

Als Grundlage wird die Pflege einer lebendigen Demokratie angesehen, aus der in selbstbestimmter Weise neue Konzepte entwickelt werden sollen. Demgegenüber werden „Turbokapitalismus“ und „Postdemokratie“ als „Konturen des real existierenden Neoliberalismus“ bezeichnet.

## Organisation
Vorstandssprecher (Stand 26. April 2024):
- Sabine Leidig
- Franziska Drohsel
- Valentin Ihßsen

Beisitzer des Vorstands:
- Svenja Appuhn
- Daphne Büllesbach
- Mario Candeias
- Wenke Christoph
- Jan Dieren
- Corinna Genschel
- Kathrin Gerlof
- Dorothee Häußermann
- Sarah-Lee Heinrich
- Katja Kipping
- Ruth Kron
- Karo Otte
- Kerem Schamberger
- Jan Schlemermeyer
- Nina Treu
- Philipp Türmer

Kuratoriumssprecher (Stand August 2022):
- Johannes Angermuller
- Fabian Kessl
- Stephan Lessenich
- Katrin Mohr
- Isabell Lorey

## Finanzierung
Das ISM finanziert sich aus Mitgliedsbeiträgen und Spenden. Im Jahr 2021–2022 wird das Projekt Vote for Transition: Policy Recommendations for the Socio-Ecological Transformation durch die Open Society Foundations gGmbH finanziert.

## Reaktionen
Einige Politiker der SPD, von Bündnis 90/Die Grünen und Die Linke begrüßten die Institutsgründung. Dagegen nannte Alexander Bonde von den Grünen gegenüber der FAZ die dadurch bewirkte Verstärkung des Lagerdenkens einen Fehler und bezeichnete den Verein als „Ypsilanti-Institut für angewandte Kuba-Wissenschaften“.
Auf scharfe Kritik stieß das ISM bei Hermann Gröhe (CDU) und Christian Lindner (FDP); Gröhe bewertete die Gründung als „nichts anderes als ein Versuchslabor für rot-rote Experimente“.

## Aktionen
Das Institut publiziert politische Texte von Institutsmitgliedern in der Schriftenreihe Denkanstöße und ist Partner der Kampagne Energie in Bürgerhand.

## Veröffentlichungen (Hrsg.)
- Johannes Angermuller, Sonja Buckel, Margit Rodrian-Pfenning (Redaktion): Solidarische Bildung. Crossover: Experimente selbstorganisierter Wissensproduktion. VSA-Verlag, Hamburg 2012, ISBN 978-3-89965-498-1.
- Sonja Buckel, Lukas Oberndorfer, Axel Troost, Andrea Ypsilanti (Redaktion): Solidarisches Europa. Crossover: Alternativen zum neoliberalen Bollwerk – eine konkrete Utopie! VSA-Verlag, Hamburg 2013, ISBN 978-3-89965-567-4.
- Stephan Lessenich, Mario Neumann, Thomas Seibert, Andrea Ypsilanti (Redaktion): Anders regieren? Von einem Umbruch, der ansteht, aber nicht eintritt. VSA-Verlag, Hamburg 2014, ISBN 978-3-89965-604-6.
- Die Politik der Vielen. Umbruch und Aufbruch in eine solidarische Moderne. 2020 (Broschüre auf solidarische-moderne.de).